# Gastronomía de Honduras

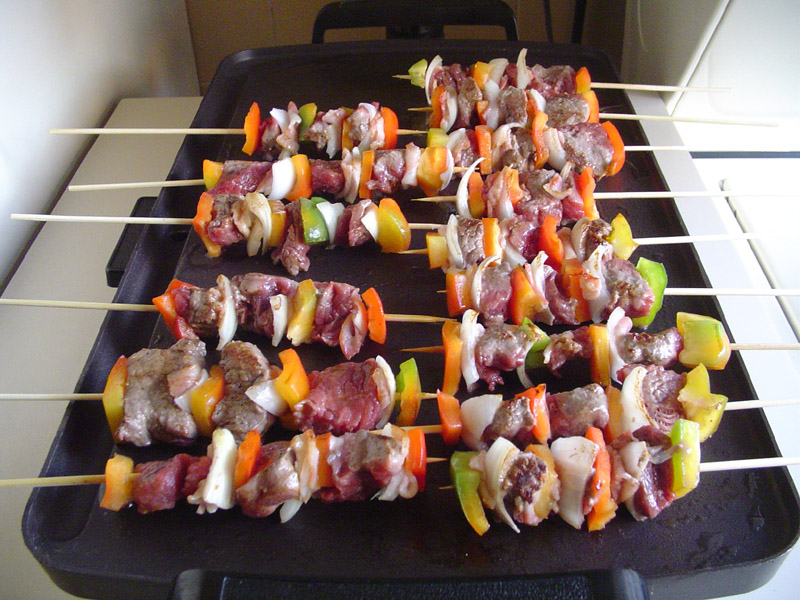
Pinchos americanos. La carne asada es ampliamente comida en Honduras

La gastronomía hondureña es muy variada, ya que contiene elementos españoles precolombinos, criollos y maya, como es típico en toda la costa atlántica centroamericana. La cocina tradicional hondureña está dominada fuertemente por los mariscos y por el maíz, que es un cultivo autóctono que forma parte de la base alimentaria de los pueblos prehispánicos de Mesoamérica que habitaron la región. La comida típica de Honduras está basada en mariscos, carnes, aves, pescados, tortillas, frijol, arroz, productos lácteos como quesos y mantequillas de la zona, verduras o legumbres, y frutas. El café como bebida aromática no falta en todo el territorio nacional para acompañar el desayuno, la cena o cualquier hora del día.

## Historia

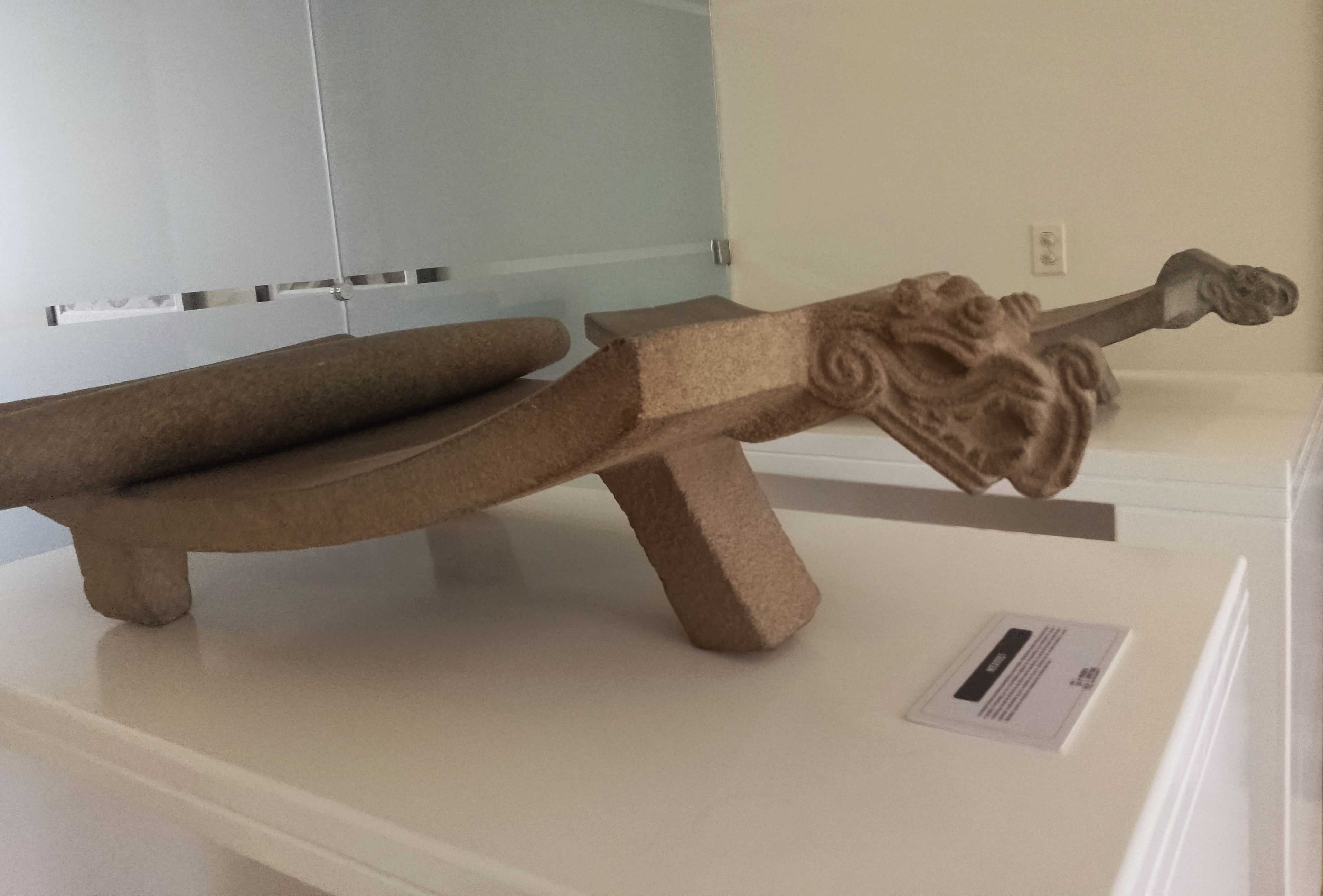
Metates datados del 800-1200 d. C. los cuales eran utilizados para moler Cacao para la elabroación del chocolate.

La gastronomía de Honduras tiene sus raíces en la cocina precolombina, en donde se empleaban distintas especies de plantas, animales y peces, a su vez eran empleados como remedios naturales o medicamentos. Algunas de las especies vegetales ampliamente usados eran el maíz, los frijoles, annonaa, ayote, calabaza, mandioca, tomate, papa, pataste, camote, vainilla, canela, cacahuates, entre otras. También algunas frutas como la piña, el aguacate, la papaya, y la guayaba, las cuales eran recolectados en los bosques lluviosos.

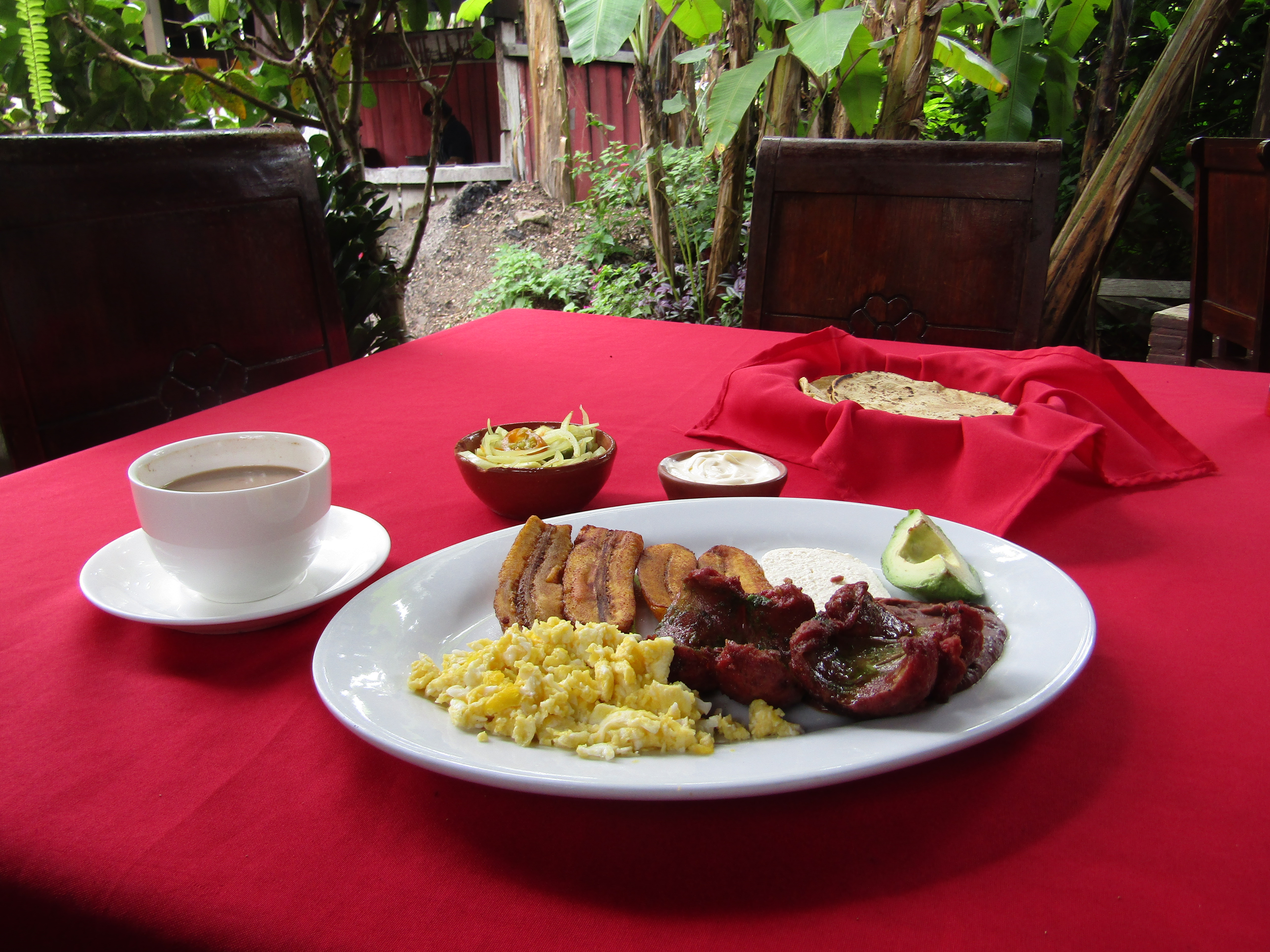
Desayuno tradicional del centro de Honduras.

Los platos preparados con estos alimentos han sido muy bien elaborados, entre ellos podemos mencionar las tortillas (hechas con maíz nixtamalizado), burritos hechos con frijoles cocinados envueltos en una tortilla, palomitas de maíz, tamales, chili y bebidas como el chocolate, el pinol y el atole. 
Luego de la conquista española hubo una fusión de culturas en donde en la actual Honduras se comenzó a conocer la gastronomía europea y a su vez Europa incluyó en su dieta frutas y vegetales de origen americano, entre ellos se destacan el aguacate, la papa, la piña y el tabaco.

## Regiones

### Zona Norte

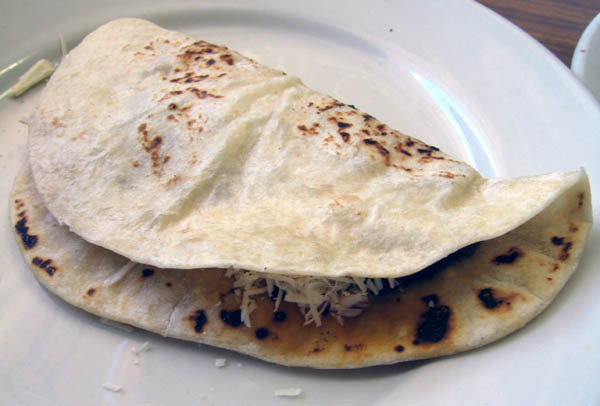
Baleada, plato típico de la costa septentrional de Honduras.

En la costa septentrional de Honduras existe la comida garífuna, la misquita y la criolla. En lugar de tortillas de maíz, se comen bananos verdes, plátanos (verdes o maduros) cocidos, también machuca (plátano verde machucado con coco y muchos otros ingredientes) y casabe de yuca.

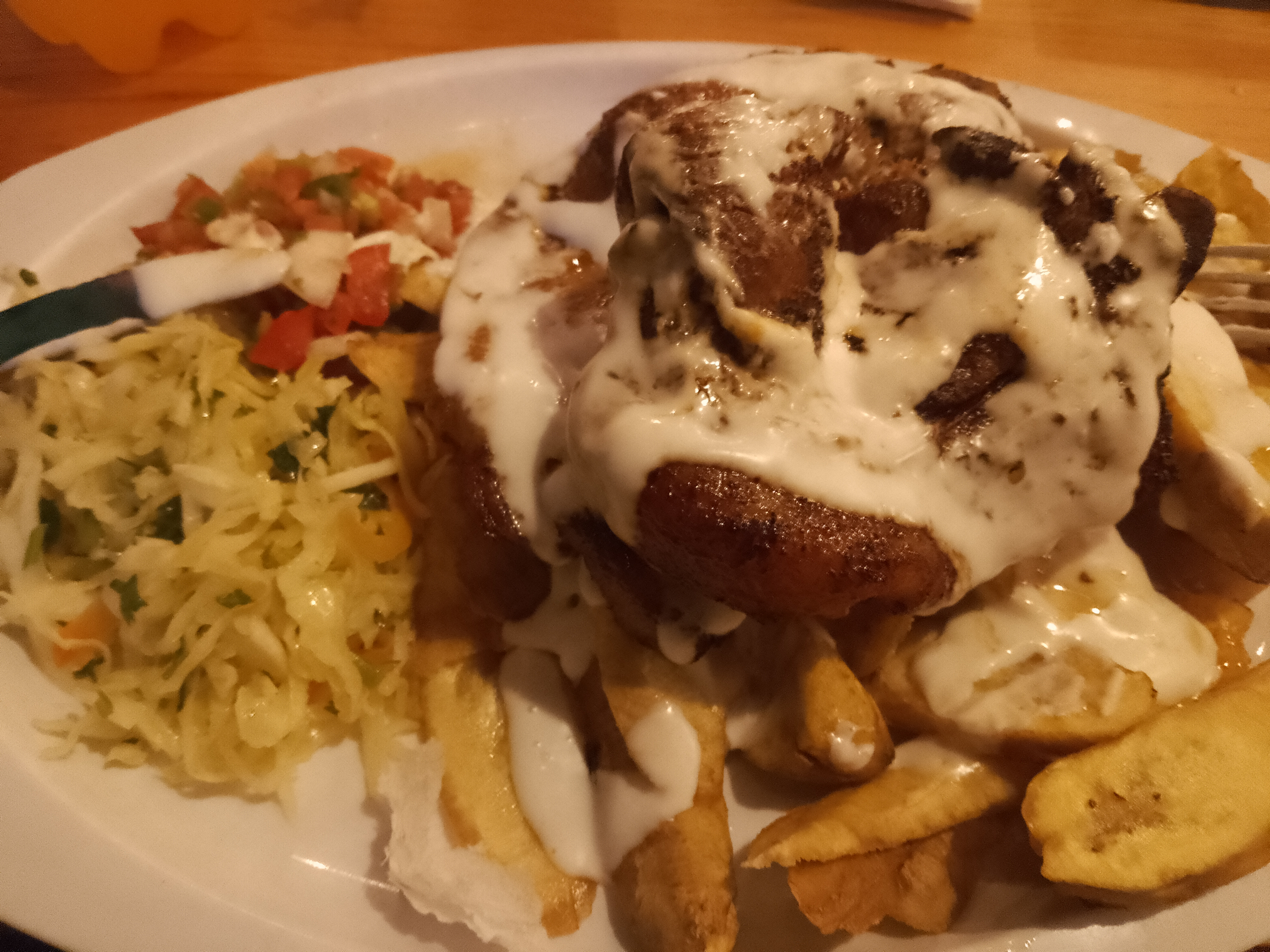
Chuleta de cerdo servido con plátano frito.

Durante la era de las bananeras, estas compañías estadounidenses introdujeron costumbres nuevas en la alimentación en la zona. Así, se produjo el reemplazo de la harina de maíz por harina de trigo en la mayoría de las preparaciones locales. Uno de los resultados imprevistos ha sido el surgimiento de la comida más típica y preferida de la costa norte de Honduras, las Baleadas.
Otro alimento exquisito, y que según la creencia popular es "levanta muertos", es el "consomé de garrobo (Ctenosaura símiles)".
En la zona norte se consume mucho tortillas de maíz las que encuentras en los mercados municipales y además de maíz se consume mucho el frijol rojo de seda , arroz y muchas verduras, aves, pescado, marisco. La sopa de caracol y el tapado son sopas típicas de Puerto Cortés, Tela, La Ceiba y Trujillo. Por su diversidad, en la costa norte ha sido influenciada con la cocina palestina, caribeña e italiana.

### Zona central y Oriente

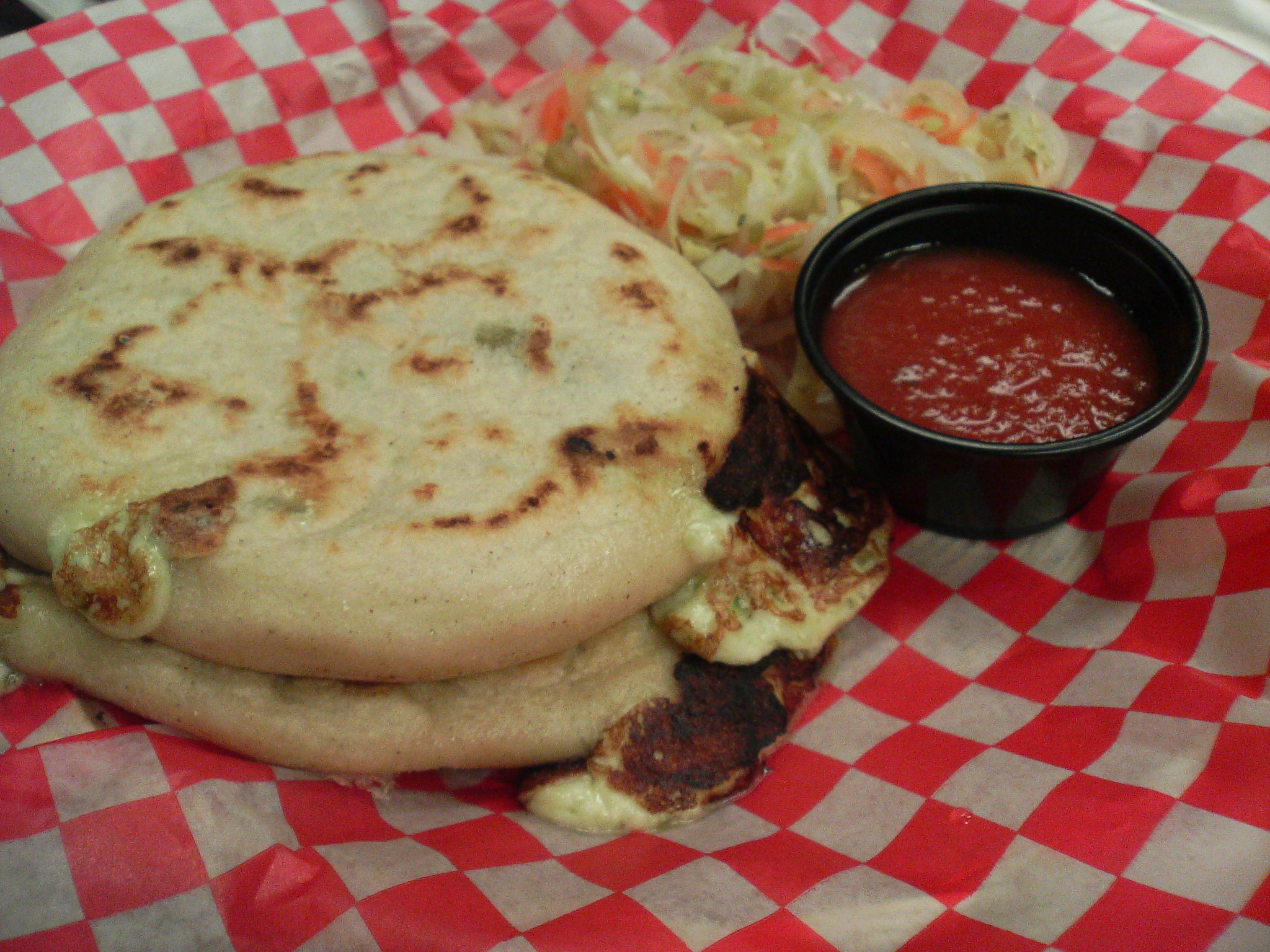
la pupusa es de origen Pipil

En la zona centro Oriente se puede comer una combinación entre la comida de la zona norte, como pescado frito o pollo, carnes de res o cerdo acompañados con arroz y ensalada o verduras, sopas de Mondongo, frijoles, tapado o mariscos (aunque en lugar de preferir el plátano o machuca se comen tortillas), también se pueden consumir pupusas y la comida de la zona sur como la sopa marinera, sopa de gallina, rosquillas, tustacas, quesadillas de maíz, también es común la preparación de nacatamales, tamales de elote y montucas, entre otras.

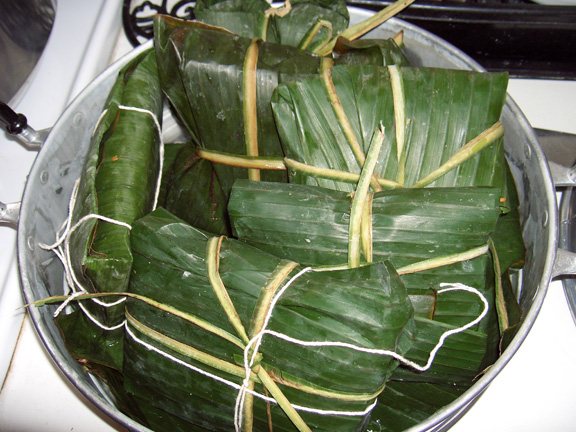
Los nacatamales son uno de los platos más consumidos en Honduras.

Existen diferentes platos que se preparan de acuerdo con los días festivos. En Navidad y Fin de Año se consumen las torrejas, también rompopo, nacatamales, pierna de cerdo o en su lugar pavo o pollo relleno; también se acostumbra consumir uvas y manzanas en esos días. También se preparan dulces, con los que se elaboran conservas que puedan comerse durante las Fiestas. Un plato típico y exquisito hecho en Olancho es la de Tapado Olanchano característico de la zona y considerado el mejor de Honduras. Durante la Semana Santa, se preparan sopas de tortas de pescado seco.

### Zona sur
En la zona sur de Honduras hay muchas zonas productoras de camarón; además se cultivan fruta como melones, sandías, piñas, el mangos y se produce caña para la producción de azúcar, desarrollándose la pesca artesanal. Además es una zona ganadera; por ello es productora de lácteos de todo tipo y de carnes de res y cerdo. La gastronomía en la zona sur es muy variada, encontrando asados y las Pupusas
Un plato típico en el sur de Honduras es la sopa marinera, hecha con pescado, jaiba y camarones. Hace algunos años se creó la "sopa levantamuertos", que contiene, además de todo lo que trae la sopa marinera, huevos de tortuga y camarón jumbo. Otro plato típico es la sopa de gallina casera, también carne de res asada en pinchos en las brasas, entre otros.

### Zona occidental

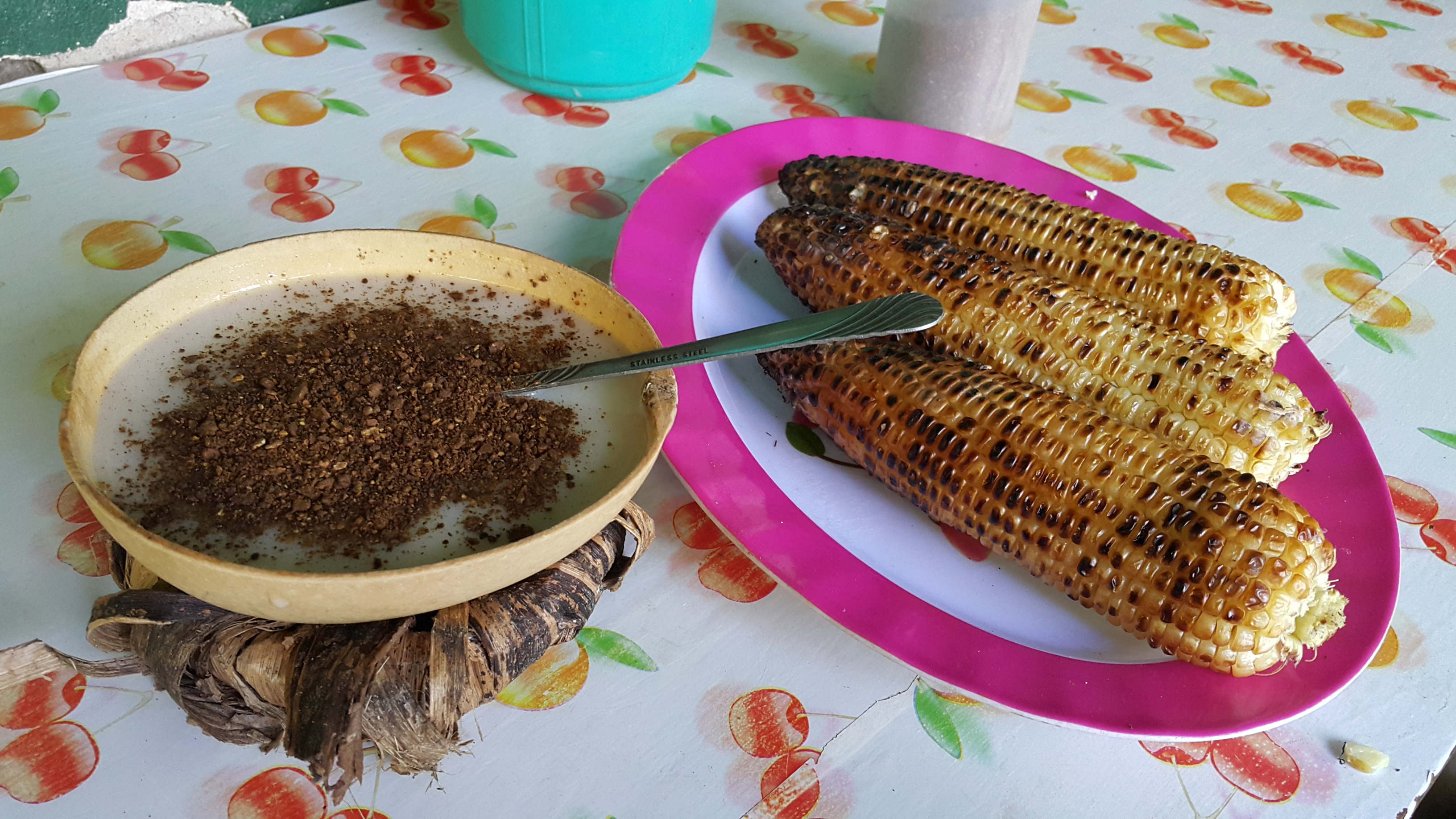
Atol chuco, mayor mente consumido en las zonas rurales del país.

En el occidente de Honduras se prepara un plato especial y tradicional, el "chanchito horneado" receta exclusiva de algunas familias que por tradición la han heredado en la ciudad de Santa Rosa de Copán. Además se encuentra el pan duro o "totoposte", el atole chuco, atole de piña.

## Preparaciones

### Platos Principales
- Atol de elote (de maíz tierno)
- Atol chuco (bebida que se sirve usualmente en "Guacal" de morro)
- Arroz y maíz con pollo.
- Baleada
- Carne asada[1]
- Chanfaina o Candinga
- Chorizos en barbacoa
- Chuleta frita
- Casamiento (arroz y frijoles)
- Elotes cocidos bañados con mantequilla o margarina
- Jamo en coco
- Montucas y tamalitos de elote
- Nacatamales
- Carne y pollo con tajadas o papas fritas
- Pasteles de picadillo (empanada de maíz con relleno de verduras o de carne).
- Platillo Típico (huevos revueltos acompañado con frijoles refritos con aguacate queso y arroz acompañado con tortillas de maíz)
- Pollo FRITO (pollo frito con tajadas de guineo verde, ensalada de repollo, chimol, encurtido y salsas)
- Pescado frito con tajadas de plátano y encurtido.
- Tamales de frijol
- Tamal de elote o ticuco
- Tapado de carne de res, salada seca
- Ticucos
- Tortas de pescado
- Tortillas con Quesillo
- Totoposte
- Riguas de elote
- Yuca con chicharrón

### Sopas
- Sopa de cangrejo (y también sopa de jaiba)
- Sopa de camarón gigante
- Sopa de caracol
- Sopa de Machuca
- Sopa McCoy
- Sopa de gallina de casa
- Sopa Marinera
- Sopa de mondongo (estómago y pata de vaca)
- Sopa de res
- Sopa de tortilla
- Sopa de venado
- Sopa de verduras
- Sopa de capirotada
- Sopa de garrobo
- Sopa de frijoles con costilla de cerdo
- Sopa tapado
- Sopa de capirotadas
- Sopa de cabeza de pescado

### Bocadillos

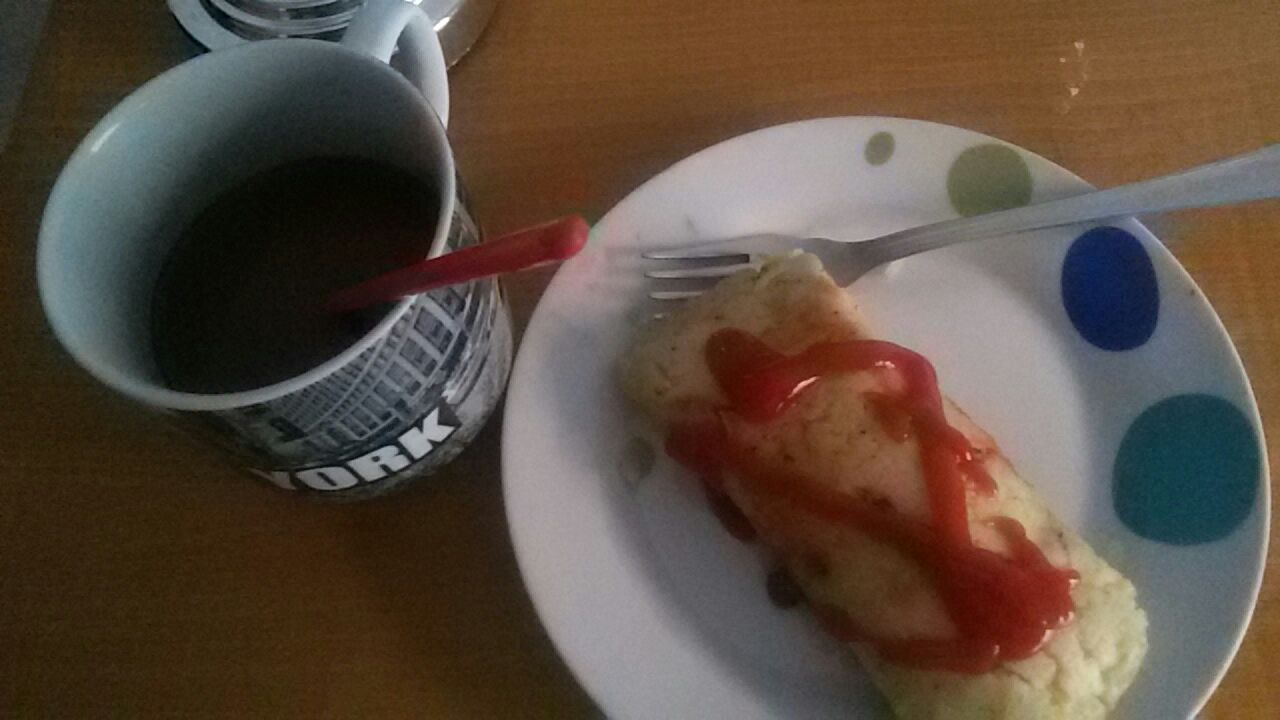
Tamal hondureño con café

- Catrachitas (Tortillas fritas con frijoles fritos y queso rallado).
- Enchiladas
- Pastelitos[2]
- Tajadas de plátano con pollo, chuleta o carne asada.
- Tamal (nacatamal)
- Tamalitos de maíz con frijoles (Ticucos)
- Tamalitos de cambray
- Tamalitos de pisque
- Taquitos
- Tamalitos de maíz
- Fritas de maíz (masa de maíz frita espolvoreada con azúcar)
- Fritas de yuca (masa de yuca frita espolvoreada con azúcar)
- Tamalitos de teocinte.

### Panes
- Casabe de yuca
- Marquesote,
- Rosquillas,
- Rosquetes,
- Pan de coco,
- Pan de jengibre (Caballitos)
- Pan de guineo[3]
- Tortas
- Tres leches
- Turrones
- Tustacas
- Semitas
- Quesadillas

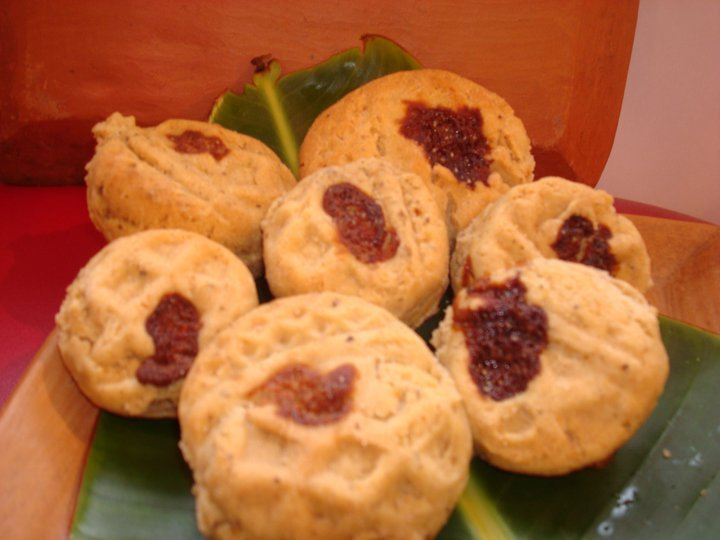
Totopostes, un postre Hondureño hecho de Maíz, mayormente popular en el occidente en el área Maya.

- Mazapán (pan elaborado en Danlí, El Paraíso)

### Postres
- Alborotos
- Alcitrones (Frutas dulcificadas)
- Alfeñiques
- Ayote en miel
- Batidos (leche y frutas)
- Ciruelas en miel
- Crema catalana
- Coyoles en miel
- Espumillas
- Hojuelas, Macheteadas (proviene de la zona norte)
- Mollete
- Pan de rosa
- Rosquillas en miel
- Torrejas en Miel
- Tostones de plátano maduro en miel
- Tabletas de leche y de coco
- Zapotios
- Pan de pan

## Bebidas

### Bebidas típicas
- Café de palo
- Jugo de caña de azúcar
- Jugo de mango verde
- Pozol
- Ponche de leche
- Pinol
- Horchata
- Chilate
- Ponche de huevo caliente

### Bebidas alcohólicas
- Calaguala
- Cusuza
- Chicha de piña
- Güifiti (Bebida a base de hierbas, canela y anís, plantas que crecen en la costa norte).
- Guaro (tipo de aguardiente)
- Timoshenko
- Vino de coyol
- Vino de manzana
- Rompopo
- Vino de papa
- Catracho
- Cerveza Salvavida
- Cerveza Imperial
- Chicha de maíz
- Mistela